# Thập niên 480 TCN

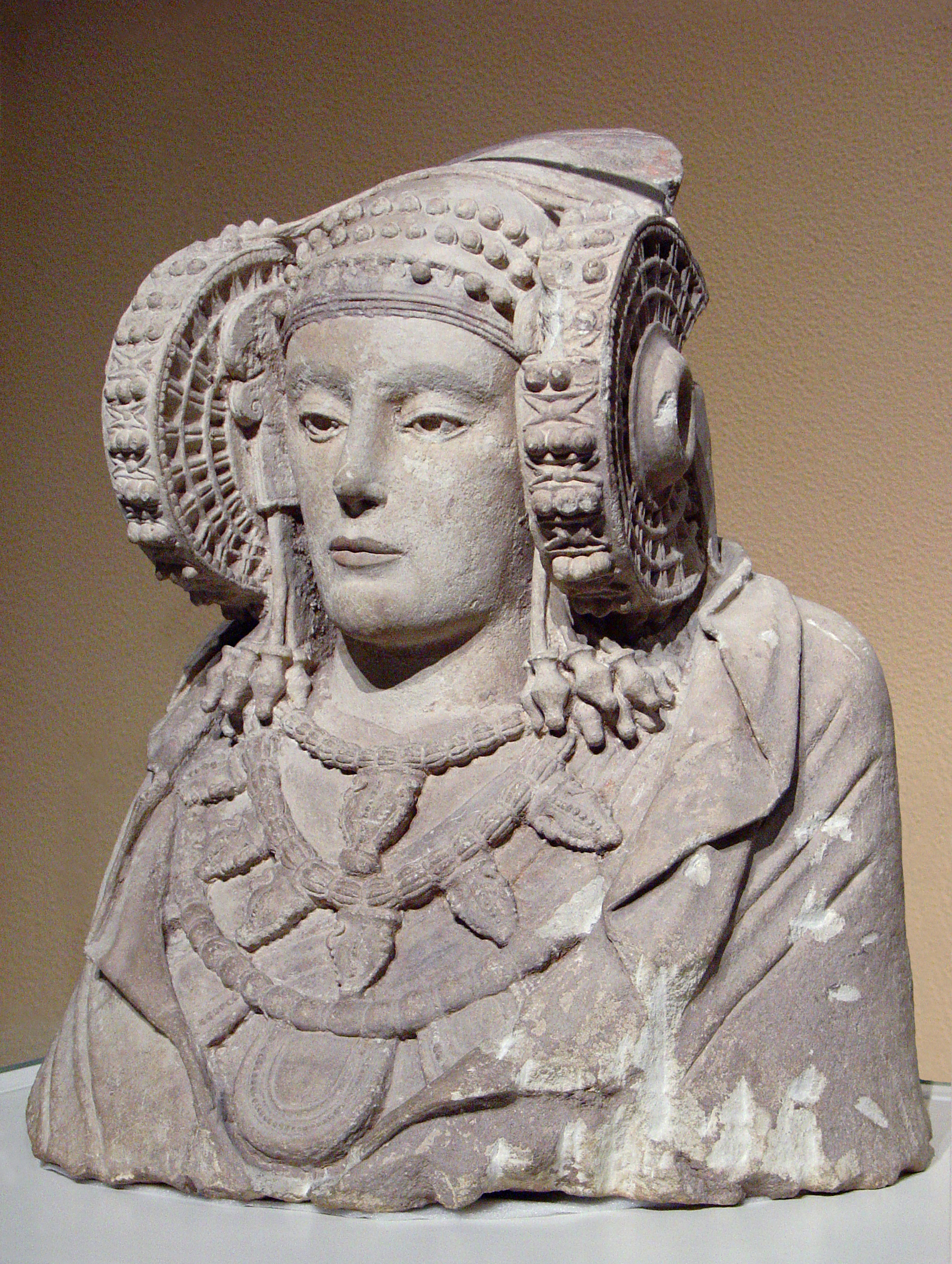
Bức tượng đá được điêu khắc vào những năm từ 481 TCN đến 489 TCN

Thập niên 480 TCN hay thập kỷ 480 TCN chỉ đến những năm từ 480 TCN đến 489 TCN.